# Motorni protein
Motorn protein spada u klasu molekulskih motora koji su se sposobni da se kreću duž površine odgovarajućeg supstrata. Oni pretvaraju hemijsku energiju u mehanički rad, putem hidrolize adenozin trifosfata (ATP). Rotacija bičeva, međutim, počiva na snazi protonske pumpe.

## Šta su motorni proteini?
Motorni proteini, poput miozina i kinezina, su molekuli koji se kreću duž citoskeletnih filamenata preko mehanizma zavisnog o snazi kojom ih pokreće hidroliza ATP molekula. Hidroliza nukleotida i kontrolisano oslobađanje anorganskog fosfata kod motornih proteina uzrokuje restrukturiranje osnovnih domena koji kontrolišu povezanost motornog proteina sa vlaknima, drugih proteina i sveže snabdevanje nukleotida.
Motorni proteini se kreću duž citoskeleta koristeći mehanohemijski ciklus vezivanja filamenata, promenu konformacije, otpuštanje niti, preokret konformacije i ponovno vezanje niti. U većini slučajeva, konformaciona promena na motornom proteinu sprečava naknadno vezanje nukleotida i/ili hidrolizu do narednog kruga hidrolize i oslobađanja.
Kontrolisana hidroliza nukleotida i oslobađanje anorganskog fosfata u motornim proteinima mogu stvoriti mehaničke sile koje se mogu koristiti za:
- Premeštanje samih motornih proteina duž niti
- Kontraktilna stresna vlakna i prenošenje tereta koji je pričvršćen na motorni protein (npr vezikule, organele, drugi proteini) u određene regije u ćeliji
- Transport supstanci u određenom smeru ili polaritetu duž niti. Ova usmerenost postiže se specifičnim konformacijskim promenama koje omogućavaju kretanje u samo jednom smeru.[8]

## Ćelijske funkcije
Motorni proteini poput kinezina su pokretačka snaga ključnih procesa u ćeliji. Na primer, kada se ćelije dele, kinezini mehanički izvlače hromozome; oni transportuju "pakete" s jednog dela ćelije u drugu uz male "kolovozne" trake - mikrotubule ćelije. Sa dužinom od oko 60 nanometara, ti mikroproteini su nevidljivi za oči, ali imaju ogromne učinke. Ako interni ćelijaki prenos unutar ćelije prestane raditi, npr. može doći do Alchajmerove bolesti. Zato je od osnovne važnosti u biologiji razumeti kako se "motori" kreću duž mikrotubula. Informacije o njihovoj funkciji mogu biti korisne u razvoju terapije neurodegenerativnih bolesti ili neželjenih dejatava ćelije u slučajevima raka.
Najistaknutiji primer motornog proteina je mišićni protein miozin koji je „motor" kontrakcije mišićnih vlakana kod životinja. Motorni proteini su pokretačka sila i za veći deo aktivnog transporta proteina i vezikula u citoplazmi. Kinezini i citoplazmatski dineini imaju osnovne uloge u unutarćelijskom transportu, kao što je aksonski transport, formiranje debenog vretena i odvajanje u hromozom za vreme mitoze i mejoze. Aksonemski dinein, koji se nalazi u cilijama i bičevima, od presudne je važnosti za pokretljivost ćelije, npr. spermatozoida, kao i transport tečnosti ili sluzi, na primer, u trahejama.

## Bolesti uzrokovane defektima u motornim proteinima
Značaj motornih proteina u ćelijama ogleda se u ispunjavaju njihovih funkcij, pa tako npr. nedostaci kinezina su identificirani kao uzrok Charcot-Marie-Tooth bolesti i nekih bolesti bubrega, a nedostaci dineina mogu dovesti do hronične infekcije disajnih puteva ako treplje ne funkcionišu bez dineina.
Brojni nedostaci miozina odnose se na stanja bolesti i genetičkih kontrolisanih sindroma. Zbog nedostatka miozina II, neophodnog za kontrakciju mišića, oštećenja miozin u mišićima izaziva miopatije. Zbog toga što je miozin II potreban u procesu slušanja posebno u strukturi steretreplji, defekt u nekonvencionalnom miozinu može dovesti do Ašerovog sindroma i nesindromske gluvoće.

## Citoskeletni motorni proteini
Motorni proteini koji se koriste u citoskeletu za kretanje, svrstavaju se u dve kategorije, a na osnovu njihovih supstrata:
- aktinski motori poput miozina koji se kreću zajedno sa mikrofilamentima, preko interakcije s aktinom.
- Mikrotubulni motori, kao što su dinein i kinezin koji se premeštaju zajedno u mikrotubulu, putem interakcije s tubulinom. Postoje dvije osnovne vrste mikrotubulskih motora: plus-kraj motori i minus kraj motori, koji se ovako dele na osnovu smera u kome „hoda" uz mikrotubulske snopove unutar ćelije.[14]

### Aktinski motori

#### Miozin
Natporodica miozinskih aktinskih motornih proteina koji pretvaraju hemijsku energiju ATP u mehaničku, koja generira snagu i kretanje. Prvoidentificirani miozin, miozin II, je odgovoran za stvaranje mišićne kontrakcije. Miozin II je izduženi protein koji je oblikovan od dva teška lanca s motorim glavama i dva lahka lanca. Svaka glava miozina sadrži aktin i vezani ATP. Miozinske glave vežu i hidroliziraju ATP, koji daje energiju kretanja prema plus kraju aktinske niti. Miozin II je također značajan u procesu ćelijske diobe. Naprimjer, nemišićnia bipolarna, tanka vlakna miozina II daju snagu kontrakcije koja je potrebna da se, tokom citokineze, ćelija podijeli u dvije ćelije kćeri. Osim miozina II, i mnogi drugi tipovi miozina su odgovorni za različite oblike kretanja nemišićnih ćelija. Naprimer, miozini I su uključeni u unutarćelijskui organizaciju i izbočine aktinom bogatih struktura na površini ćelije. Miozin V,  je uključen u vezikule i transportne organele. Miozini XI učestvuju u citoplazmatskoj struji, u kome zajedničko kretanje struja u određenom smeru u mikrofilamenatnim mrežama u ćeliji omogućuju organele i citoplazma.
Genomski predstavnici miozinskih motora,
- Gljive (Kvasac): 5
- Biljke (Arabidopsis thaliana): 17
- Insekti (Drosophila): 13
- Sisari (čovek): 40
- Nematode (Caenorhabditis elegans): 15

### Mikrotubulski motori

#### Kinezin
Kinezini su porodica molekularnih motora koji koriste puteve mikrotubula i anterogradnog pokreta. Oni igraju važnu ulogu u anterogradnom transportu tereta (organele, proteinski kompleksi, vezikule) duž aksonskih mikrotubula na način zavisan od ATP-a. Takođe je poznato da su kinezini uključeni u organizaciju hromozomalnih i mitotičkih kretanja deobnog vretena. Kinezini se vežu za mikrotubule preko dinamike domena motora, a za teret preko dinamike repnih domena.
Oni su od vitalnog značaja za formiranje debenog vretena i odvajanje hromozoma u mitozi i mejozi i odgovorni za naginjanje mitohondrija, Goldžijevog tela i vezikula u eukariotskim ćelijama.
Kinezini imaju po dva teška i laka lanca po aktivnom motoru. Dva loptasta domena motornih glava i teških lanaca mogu hidrolizom hemijsku energiju ATP pretvoriti u mehanički rad za kretanje uz mikrotubule.

Pravac u kome se prevozi teret može biti prema plus ili minus-kraju, u zavisnosti od vrste kinezina. U principu, kinezini sa N-terminalnim motornim domenom prenose teret prema plus krajevima mikrotubula koji se nalaze na periferiji ćelije, dok kinezini sa C-krajevima motornih domena tereta nose prema minus krajevima mikrotubula, koji se nalaze na jedru.
Poznato je 14 različitih varijanti porodice kinezina, uz neke dodatne kinezinolike forme, kao što su proteini koji se ne mogu svrstati u ovu porodicu.
Genomski predstavnici kinezinskih motora,
- Gljive (kvasac): 6
- Biljke (Arabidopsis thaliana): 61
- Insekti (Drosophila melanogaster): 25
- Sisari (čovek): 45

#### Dinein
Dineini su mikrotubulski motori sposobni za retrogradne klizne pokrete. Dineinski kompleksi su mnogo veći i kompleksniji nego kinezinski i miozinski motori. Dienini se sastoje od dva ili tri teška lanca i velikog i varijabilnog broja povezanih lakih lanaca. Mogu obavljati unutarćelijski transport celularni minus krajem mikrotubula koji se nalazi u centru organizacije mikrotubule, u neposrednoj blizini jedra. Porodica dineina ima dve velike grane:
- Jedna je aksonemski dinein koji olakšava pokrete cilija i bičeva i brzih i efikasnih kliznih pokreta mikrotubula.[37]
- Drugi je citoplazmatski dinein, koji olakšava transport unutarćelijskih tereta.[38][39]

Od 15 vrsta aksonemskog dineina, poznata su samo dva citoplazmatska] oblika.
Genomski predstavnici dineinskih motora,
- Gljive (kvasac): 1
- Biljke (Arabidopsis thaliana): 0
- Insekti (Drosophila melanogaster): 13
- Sisari (čovjek): 14-15

### Specifični biljni motori
Nasuprot životinjama, gljivama i nevaskularnim biljkama, ćelijama cvetnica nedostaju dineinski motori. Međutim, one imaju veći broj različitih kinezina. Mnogi od tih iz grupe biljno specifičnih kinezina, specializirani su za funkcije tokom mitoze.
Biljne ćelije se razlikuju od životinjskih po tome što imaju ćelijski zid. Tokom mitoze, novi ćelijski zidovi nastaju formiranjem ćelijske ploče, počevši od središta ćelije. Taj proces olakšan je mitoznim fragmoplastom, nizom mikrotubula koji su jedinstveni za biljne ćelije. Izgradnja ćelijske ploče i na kraju novog ćelijskog zida zahteva kinezinu slične motorne proteine.
Od ostalih motornih proteina koji su bitni za deobu biljnih ćelija, treba navesti kinezinoliki kalmodulin-vezujući protein (KCBP), koji je jedinstven za biljke i deo kinezina i deo miozina.

## Ostali molekulski motori
Osim pomenutih motornih proteina, postoji mnogo više vrsta proteina koji mogu formirati snagu i moment sile u ćeliji. Mnogi od tih molekulskih motora su sveprisutniji i u prokariotskim i eukariotskim ćelijama, iako su neki, poput onih koji su uključeni u citoskeletne elemenate ili hromatin, jedinstveni za eukariote. Motorni protein prestin, koji se javlja kod sisara u kohlearnim spoljašnjim ćelijama, daje mehaničko ojačanje pužu. To je jednosmerni napon za pretvaranje snage, koji deluje oko mikrosekunde i poseduje piazoelektrična svojstva.

## Spoljašnje veze
- MBInfo - What are Motor Proteins? (језик: енглески)
- „Ron Vale's seminar: "Cytoskeletal Motor Proteins"”. Архивирано из оригинала 24. 06. 2016. г. Приступљено 14. 12. 2019. (језик: енглески)
- Biology of Motor Proteins (језик: енглески)

|  | Molimo Vas, obratite pažnju na važno upozorenje u vezi sa temama iz oblasti medicine (zdravlja). |